# Photorefraktiver Effekt
Der photorefraktive Effekt beschreibt die Änderung des Brechungsindex eines Materials durch Licht. Er wurde 1966 als störender Effekt (englisch „optical damage“) in Lithiumniobat bekannt und tritt allgemein in photoleitenden, elektrooptischen Kristallen auf. Photorefraktive Materialien sind aus einer ganzen Reihe von Materialklassen bekannt, von denen anorganische Kristalle (z. B. eisendotiertes Lithiumniobat) die etabliertesten sind. Daneben konnte der photorefraktive Effekt in organischen Kristallen, organischen Polymeren und Gläsern, sowie Flüssigkristallzellen nachgewiesen werden.

## Beschreibung

Photorefraktiver Effekt bei einem sinusförmigen Intensitätsmuster.

Damit der photorefraktive Effekt auftritt, ist eine Kombination verschiedener Materialeigenschaften erforderlich. Das Material muss für Licht transparent sein. Es muss einen photoelektrischen Effekt zeigen. Das heißt, Licht muss bewegliche Ladungsträger erzeugen können. Ein elektrisches Feld muss durch den elektrooptischen Effekt den Brechungsindex ändern.
Der photorefraktive Effekt kann formal in mehrere Schritte zerlegt werden:
1. Ungleichförmige Beleuchtung des Substrates und Erzeugung mobiler Ladungsträger in den hellen Zonen
2. Umverteilung der Ladungsträger in dunkle Zonen durch verschiedene Transportprozesse (Drift, Diffusion, photogalvanischer Effekt)
3. Ausbildung einer inhomogenen Raumladungsverteilung und eines entsprechenden internen elektrischen Feldes (Raumladungsfeld). Der Zusammenhang zwischen der Ladungsverteilung und dem Feld wird durch das gaußsche Gesetz bestimmt.
4. Beeinflussung des makroskopischen Brechungsindex durch das entstandene Raumladungsfeld über den Pockels-Effekt.

Diese Schritte laufen ohne merkliche Verzögerung nahezu gleichzeitig ab.

## Mögliche Anwendungen
Photorefraktive Materialien haben als potentielle voll reversible optisch-holographische Datenspeicher eine gewisse Prominenz erlangt. Dazu wird zur ungleichförmigen Beleuchtung ein Interferenzmuster aus einem informationstragenden Laserstrahl und einem Referenzstrahl genutzt. Als Information kommt z. B. eine Bitmatrix in Frage. Diese kann dann als Hologramm in dem Material abgebildet und ggf. gespeichert werden. Auch analoge Bildverarbeitung ist denkbar, sowie eine Reihe weiterer damit korrelierter Anwendung, wie z. B. optische Kohärenztomographie zur nicht-invasiven Diagnostik.
Die Materialien konnten die anfangs hohen Erwartungen jedoch nur teilweise erfüllen. Die ständige Erweiterung des superparamagnetischen Limits und die damit nach wie vor konkurrenzlosen wirtschaftlichen Vorteile magnetischer Speichermedien haben diese Zukunftstechnologie als Datenmassenspeicher bis dato davon abgehalten die Schwelle vom physikalischen Phänomen zur kommerziellen Nutzung erwähnenswert zu überschreiten.
Als aktuell vielversprechendste potentielle Anwendung photorefraktiver Materialien wird die optische Kohärenztomographie betrachtet.